# Елма (Айова)
Елма (англ. Elma) — місто (англ. city) в США, в окрузі Говард штату Айова. Населення — 505 осіб (2020).

## Географія
Елма розташована за координатами 43°14′45″ пн. ш. 92°26′22″ зх. д. / 43.24583° пн. ш. 92.43944° зх. д. (43.245872, -92.439334).  За даними Бюро перепису населення США в 2010 році місто мало площу 3,34 км², уся площа — суходіл.

## Демографія
Згідно з переписом 2010 року, у місті мешкало 546 осіб у 240 домогосподарствах у складі 142 родин. Густота населення становила 164 особи/км².  Було 272 помешкання (82/км²).
Расовий склад населення:
| - 96,3 % — білих - 1,3 % — чорних або афроамериканців - 0,2 % — вихідців з тихоокеанських островів |

До двох чи більше рас належало 2,2 %. Частка іспаномовних становила 1,5 % від усіх жителів.
За віковим діапазоном населення розподілялося таким чином: 19,8 % — особи молодші 18 років, 49,8 % — особи у віці 18—64 років, 30,4 % — особи у віці 65 років та старші. Медіана віку мешканця становила 51,3 року. На 100 осіб жіночої статі у місті припадало 90,9 чоловіків;  на 100 жінок у віці від 18 років та старших — 94,7 чоловіків також старших 18 років.
Середній дохід на одне домашнє господарство  становив 53 357 доларів США (медіана — 38 889), а середній дохід на одну сім'ю — 63 224 долари (медіана — 62 143). Медіана доходів становила 40 380 доларів для чоловіків та 30 972 долари для жінок. За межею бідності перебувало 11,2 % осіб, у тому числі 12,6 % дітей у віці до 18 років та 12,2 % осіб у віці 65 років та старших.
Цивільне працевлаштоване населення становило 305 осіб. Основні галузі зайнятості: виробництво — 38,7 %, освіта, охорона здоров'я та соціальна допомога — 19,7 %, роздрібна торгівля — 8,5 %, публічна адміністрація — 4,9 %.